# Saison 2010-2011 de l'Espérance sportive de Tunis
Maillots
Chronologie
Saison suivante
La saison 2010-2011 de l'Espérance sportive de Tunis est la 56e saison consécutive du club dans l'élite qui permet au club de disputer la Ligue I ainsi que la coupe de Tunisie. Le club joue aussi sa 17e Ligue des champions de la CAF (deuxième année de suite) en commençant par les seizièmes de finale.

## Transferts

### Mercato d'été
| Type de transfert | Nom               | Contrat                | Provenance / Destination            |
| Arrivée           | Borhene Ghannem   | Transfert              | Jeunesse sportive kairouanaise (D1) |
| Arrivée           | Walid Hichri      | Transfert              | Club athlétique bizertin (D1)       |
| Arrivée           | Mahatma Otoo      | Transfert              | Hearts of Oak (Glo Premier League)  |
| Arrivée           | Mohamed Bachtobji | Résiliation de contrat | Club africain (D1)                  |
| Arrivée           | Saber Khalifa     | Retour de prêt         | Club sportif de Hammam Lif (D1)     |
| Arrivée           | Sameh Derbali     | Retour de prêt         | Olympique de Béja (D1)              |
| Départs           | Walid Tayeb       | Transfert              | Jeunesse sportive kairouanaise (D1) |
| Départs           | Naoufel Youssefi  | Transfert              | Jeunesse sportive kairouanaise (D1) |
| Départs           | Skander Cheikh    | Transfert              | Jeunesse sportive kairouanaise (D1) |
| Départs           | Tarak Achour      | Transfert              | Union sportive monastirienne (D1)   |

### Mercato d'hiver
| Type de transfert | Nom                     | Contrat        | Provenance / Destination                       |
| Arrivées          | Dramane Traoré          | Transfert      | MFK Lokomotiv (Premier-Liga)                   |
| Arrivées          | Khaled Mouelhi          | Transfert      | Lillestrøm SK (Tippeligaen)                    |
| Départs           | Michael Eneramo         | Transfert      | Sivasspor (Süper Lig)                          |
| Départs           | Saber Khalifa           | Départ         | Évian Thonon Gaillard Football Club ( Ligue 2) |
| Départs           | Borhene Ghannem         | Prêt           | Jeunesse sportive kairouanaise (Ligue I)       |
| Départs           | Zied Derbali            | Prêt           | Jeunesse sportive kairouanaise (Ligue I)       |
| Départs           | Zine el-Abidine Souissi | Prêt           | Avenir sportif de La Marsa (Ligue I)           |
| Départs           | Janvier Besala Bokungu  | Fin de contrat | TP Mazembe (Linafoot)                          |

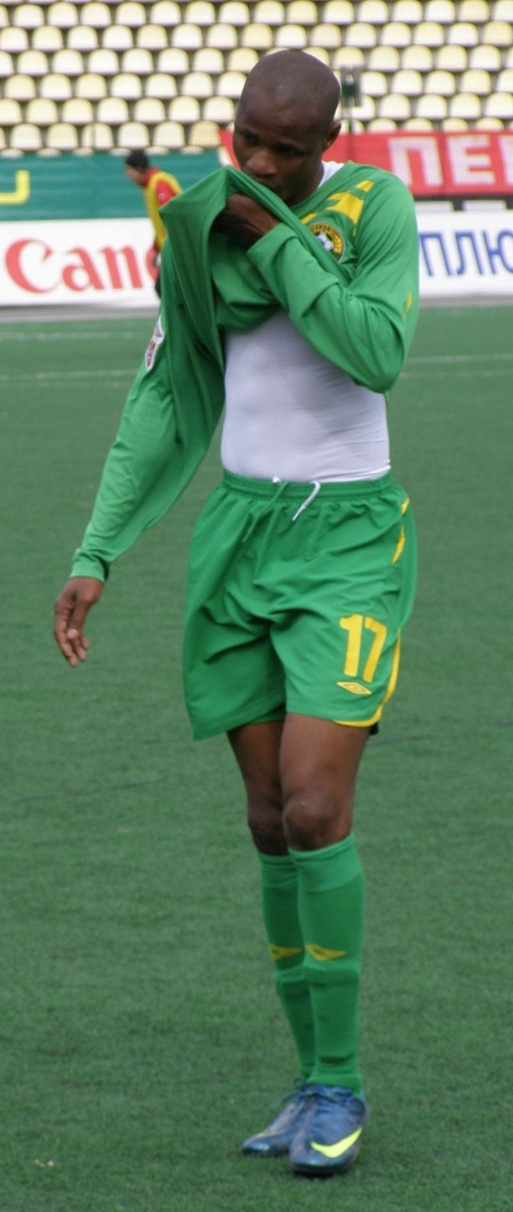
Dramane Traoré.
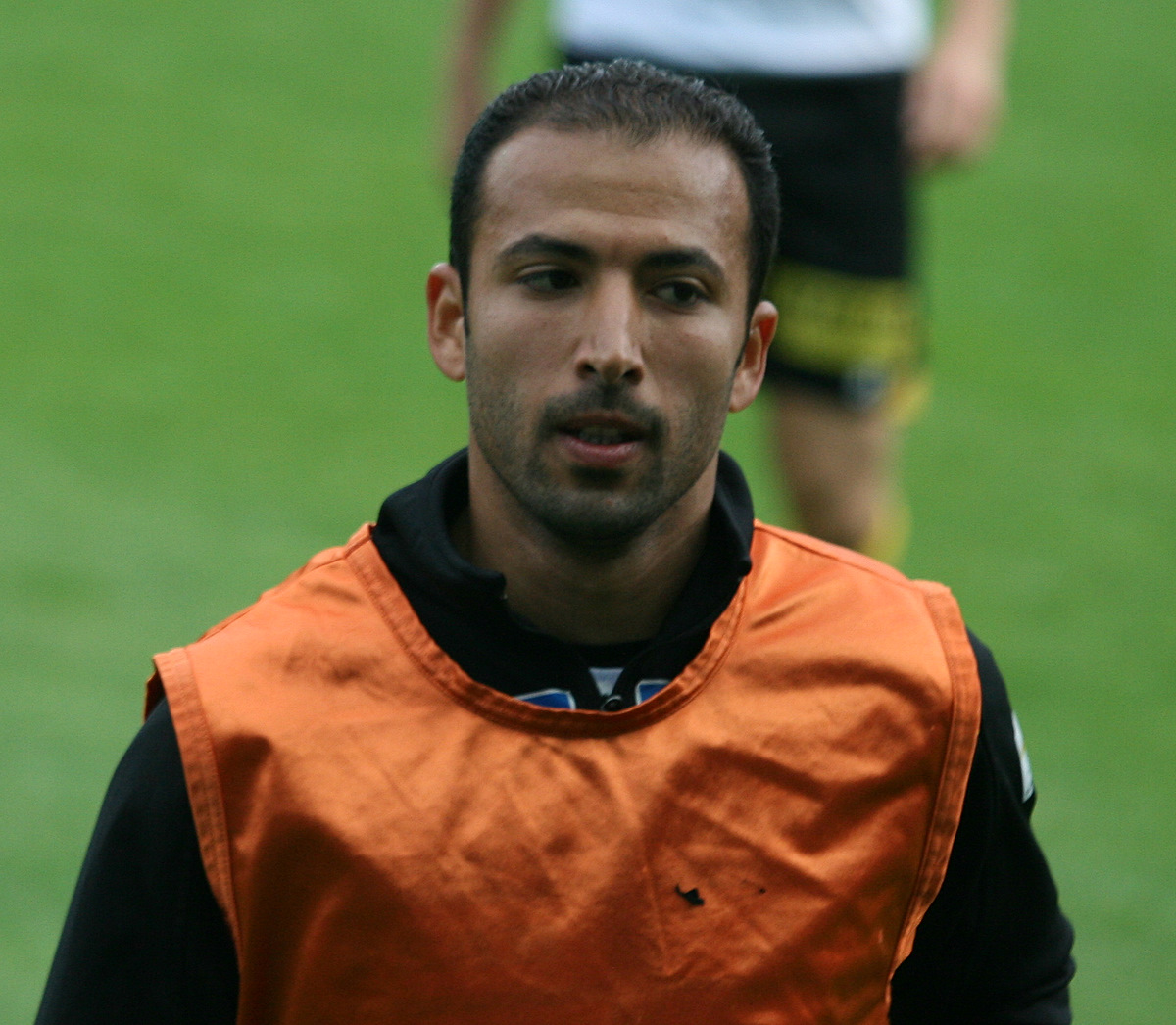
Khaled Mouelhi.
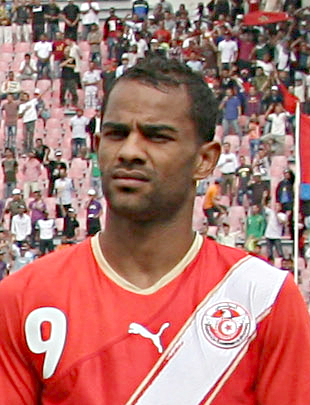
Saber Khalifa.

## Ligue I
| Rang | Équipe                          | Pts | J  | G  | N  | P  | Bp | Bc | Diff |
| ---- | ------------------------------- | --- | -- | -- | -- | -- | -- | -- | ---- |
| 1    | Espérance sportive de Tunis (T) | 64  | 26 | 20 | 4  | 2  | 50 | 18 | +32  |
| 2    | Étoile sportive du Sahel        | 59  | 26 | 19 | 2  | 5  | 49 | 24 | +25  |
| 3    | Club sportif sfaxien            | 44  | 26 | 12 | 8  | 6  | 32 | 23 | +9   |
| 4    | Club africain                   | 35  | 26 | 8  | 11 | 7  | 31 | 27 | +4   |
| 5    | Club sportif de Hammam Lif      | 34  | 26 | 9  | 7  | 10 | 23 | 30 | -7   |
| 6    | Stade tunisien                  | 33  | 26 | 7  | 10 | 9  | 26 | 30 | -4   |
| 7    | Club athlétique bizertin        | 33  | 26 | 9  | 6  | 11 | 21 | 28 | -7   |
| 8    | El Gawafel sportives de Gafsa   | 32  | 26 | 8  | 8  | 10 | 28 | 34 | -6   |
| 9    | Jeunesse sportive kairouanaise  | 30  | 26 | 8  | 7  | 10 | 27 | 27 | 0    |
| 10   | Avenir sportif de La Marsa (P)  | 30  | 25 | 7  | 9  | 10 | 26 | 34 | -8   |
| 11   | Olympique de Béja (C)           | 26  | 25 | 5  | 11 | 9  | 23 | 28 | -5   |
| 12   | Espérance sportive de Zarzis    | 27  | 25 | 6  | 8  | 11 | 22 | 24 | -2   |
| 13   | Avenir sportif de Gabès (P)     | 24  | 25 | 6  | 6  | 13 | 19 | 32 | -13  |
| 14   | Espoir sportif de Hammam Sousse | 20  | 25 | 4  | 5  | 16 | 19 | 38 | -19  |

|  | Qualification pour la Ligue des champions 2012                                               |
|  | Qualification pour la Coupe de la confédération 2012                                         |
|  | Relégation directe en Ligue Professionnelle 2                                                |
|  | (T) Tenant du titre (C) Vainqueur de la coupe de Tunisie (P) Club promu de deuxième division |

## Statistiques

### Meilleurs buteurs
| Rang | Nom                      | Ligue I | Coupe de Tunisie | Ligue des champions de la CAF | Total |
| ---- | ------------------------ | ------- | ---------------- | ----------------------------- | ----- |
| 1    | Oussama Darragi          | 10      | 3                | 7                             | 20    |
| 2    | Youssef Msakni           | 10      | 2                | 3                             | 15    |
| 3    | Michael Eneramo          | 7       | 0                | 4                             | 11    |
| 4    | Dramane Traoré           | 7       | 0                | 2                             | 9     |
| 5    | Walid Hichri             | 5       | 0                | 1                             | 6     |
| 6    | Guy Roger Toindouba      | 2       | 2                | 1                             | 5     |
| 7    | Khalil Chemmam           | 1       | 0                | 0                             | 1     |
| 7    | Yaya Banana              | 1       | 1                | 0                             | 2     |
| 7    | Mejdi Traoui             | 1       | 0                | 1                             | 2     |
| 7    | Mohamed Ali Ben Hammouda | 1       | 1                | 0                             | 2     |
| 11   | Harrison Afful           | 0       | 0                | 1                             | 1     |
| 11   | Mohamed Bachtobji        | 1       | 0                | 0                             | 1     |
| 11   | Borhene Ghannem          | 1       | 0                | 0                             | 1     |
| 11   | Saber Khalifa            | 1       | 0                | 0                             | 1     |
| 11   | Wajdi Bouazzi            | 0       | 0                | 1                             | 1     |
| 11   | Khaled Ayari             | 1       | 0                | 0                             | 1     |
| 11   | Idriss Mhirsi            | 0       | 0                | 1                             | 1     |

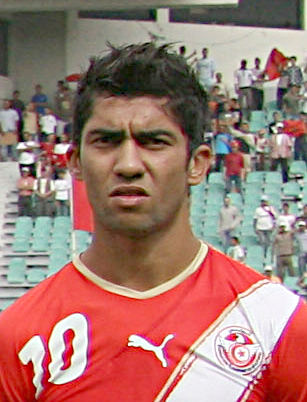
Oussama Darragi.

### Meilleurs passeurs
| Rang | Nom                      | Ligue I | Coupe de Tunisie | Ligue des champions de la CAF | Total |
| ---- | ------------------------ | ------- | ---------------- | ----------------------------- | ----- |
| 1    | Khaled Korbi             | 6       | 0                | 4                             | 10    |
| 2    | Oussama Darragi          | 3       | 0                | 5                             | 8     |
| 3    | Khalil Chemmam           | 4       | 1                | 2                             | 7     |
| 3    | Youssef Msakni           | 3       | 1                | 3                             | 7     |
| 5    | Wajdi Bouazzi            | 4       | 1                | 1                             | 6     |
| 6    | Michael Eneramo          | 3       | 0                | 2                             | 5     |
| 6    | Saber Khalifa            | 2       | 0                | 2                             | 4     |
| 6    | Dramane Traoré           | 3       | 0                | 1                             | 4     |
| 9    | Aymen Ben Amor           | 1       | 0                | 2                             | 3     |
| 10   | Mejdi Traoui             | 1       | 1                | 0                             | 2     |
| 11   | Khaled Ayari             | 1       | 0                | 0                             | 1     |
| 11   | Mohamed Ali Ben Hammouda | 1       | 0                | 0                             | 1     |
| 11   | Mohamed Ben Mansour      | 0       | 0                | 1                             | 1     |
| 11   | Idriss Mhirsi            | 0       | 0                | 1                             | 1     |
| 11   | Guy Roger Toindouba      | 0       | 1                | 0                             | 1     |
| 11   | Yaya Banana              | 0       | 1                | 0                             | 1     |
| 11   | Harrison Afful           | 0       | 1                | 0                             | 1     |

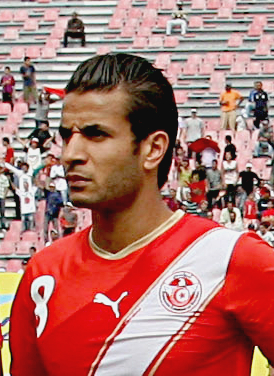
Khaled Korbi.
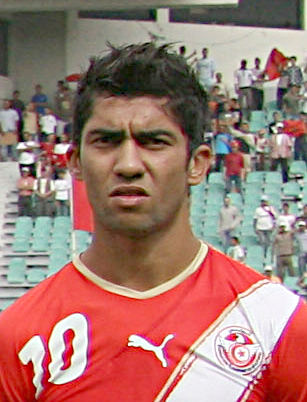
Oussama Darragi.

## Statistiques diverses
Buts
- Premier but de la saison : Wajdi Bouazzi   52e contre l'ES Sétif lors de la 1re journée de la Ligue des champions de la CAF
- Premier doublé : Michael Eneramo contre Mazembe lors de la 4e journée de la Ligue des champions de la CAF
- But le plus rapide d'une rencontre : Oussama Darragi  9 secondes contre le Club africain lors de la 22e journée
- But le plus tardif d'une rencontre : Guy Roger Toindouba   90+9e contre l'Union sportive monastirienne lors des quarts-de-finale de la coupe
- Plus grande marge : 5 buts
  - Mazembe 5 - 0 Espérance de Tunis
  - Espérance de Tunis  5 - 0 ASPAC
  - Espérance de Tunis  5 - 0 Jaraaf
  - Espérance de Tunis  5 - 0 Stade tunisien
- Plus grande marge a l'exterieure : 3 buts
  - Union sportive monastirienne 1 - 4 Espérance de Tunis
  - CSS 0 - 3 Espérance de Tunis
- Plus grand nombre de buts dans une rencontre : 6 buts
  - Étoile du Sahel 5 - 1 Espérance de Tunis

Discipline
- Premier carton jaune :  Mejdi Traoui  20e contre l'ES Sétif lors de la 1re journée de la Ligue des champions de la CAF
- Premier carton rouge : Mohamed Ben Mansour   24e contre Mazembe lors de la finale aller de la Ligue des champions de la CAF

Records
- Oussama Darragi marque le but le plus rapide de l'histoire du championnat en  9 secondes contre le Club africain lors de la 22e journée
- Oussama Darragi marque en 7 journées consécutives de championnat
- Oussama Darragi marque en 8 matchs consécutifs toutes compétitions confondues
- Meilleure attaque avec cinquante buts marqués et meilleure défense avec 18 buts encaissés
- Neuf matchs consécutifs remportés en championnat et onze toutes compétitions confondues
- Aucun but encaissé de la 1re à la 5e journée
- Club invaincu à domicile toutes compétitions confondues (21 matchs)

## Palmarès personnels
- Michael Eneramo : meilleur buteur de la Ligue des champions de la CAF 2010
- Oussama Darragi : vainqueur du CHAN sous les couleurs du club
- Mejdi Traoui : vainqueur du CHAN sous les couleurs du club
- Youssef Msakni : vainqueur du CHAN sous les couleurs du club
- Khaled Korbi : vainqueur du CHAN sous les couleurs du club
- Walid Hichri : vainqueur du CHAN sous les couleurs du club
- Yaya Banana : finaliste de la CAN U-20 sous les couleurs du club
- Oussama Darragi : plébiscité meilleur joueur de la saison[3]